# Lajos Ordass
Lajos Ordass (* 6. Februar 1901 in Torzsa (dt. Toschau; heute Teil der Stadt Vrbas, Serbien) als Lajos Wolf; † 14. August 1978 in Budapest) war ein ungarischer evangelisch-lutherischer Bischof und Vizepräsident des Lutherischen Weltbundes.

## Leben

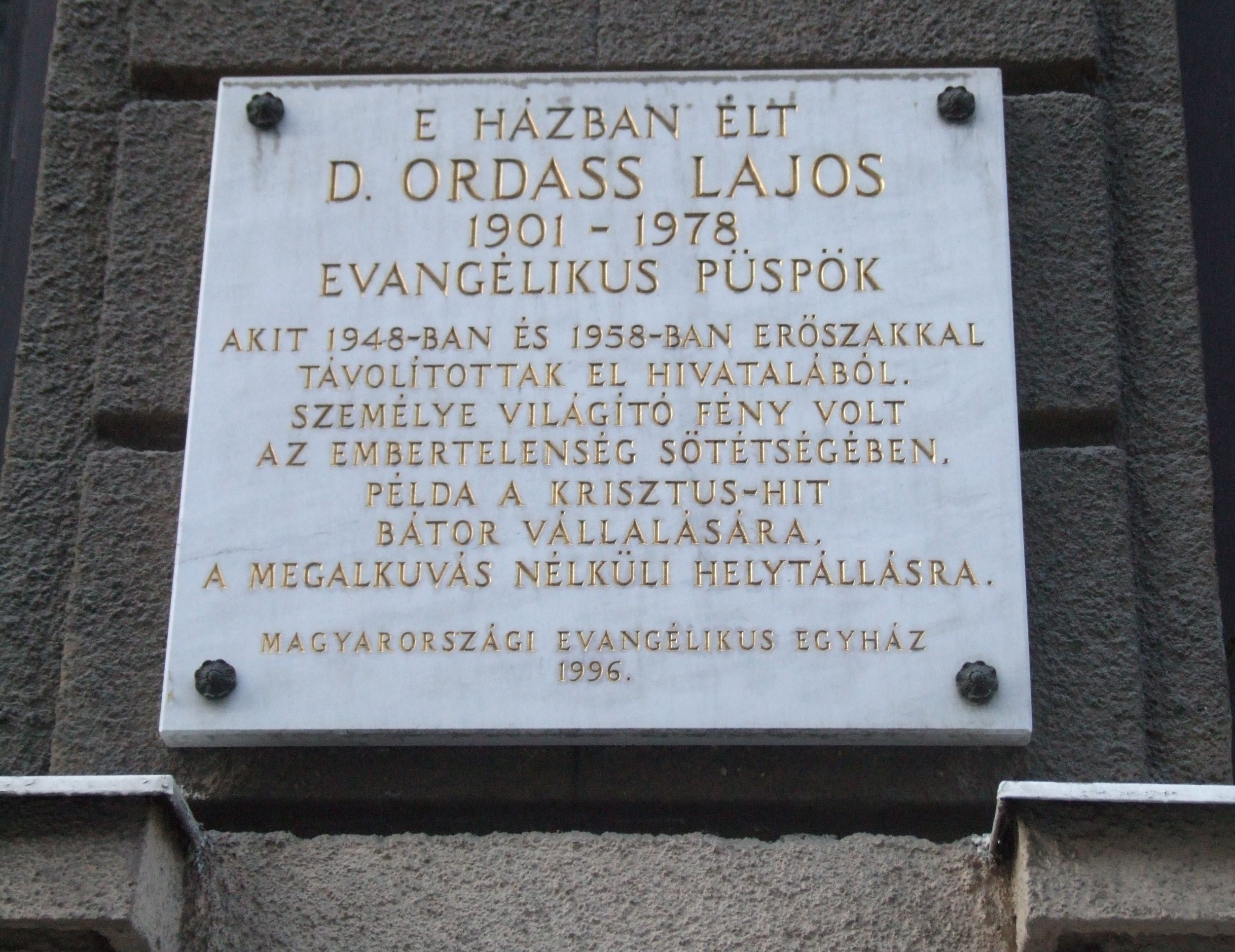
Gedenktafel in der Márvány utca 23, 12. Bezirk Budapest

Ordass wurde in einer deutschsprachigen Familie in der Batschka im ehemaligen Komitat Bács-Bodrog geboren. Er studierte Evangelische Theologie in Budapest, Sopron und Halle. Im Jahr 1924 wurde er ordiniert und arbeitete in verschiedenen Gemeinden als Hilfspfarrer. 1927/28 verbrachte er zwei Studiensemester an den Universitäten Lund und Uppsala, wo er von Gustaf Aulén, Anders Nygren und Nathan Söderblom stark geprägt wurde. Zwischen 1931 und 1941 war er Gemeindepfarrer in Cegléd, danach bis 1945 in der Kelenfölder evangelischen Gemeinde in Budapest. Obwohl er im Zweiten Weltkrieg anfänglich auf eine Rückkehr der im Vertrag von Trianon von Ungarn abgetrennten Gebiete gehofft hatte, entwickelte er sich bald zu einem Gegner des Nationalsozialismus, der für die deutsche Bekennende Kirche und den von Bischof Eivind Berggrav angeführten norwegischen Kirchenkampf eintrat. Er setzte sich für die Rettung der ungarischen Juden ein und änderte 1944 seinen deutschen Geburtsnamen Wolf in das ungarische Ordass ab. Während der Belagerung von Budapest 1945 übersetzte er Dramen von Kaj Munk, die nach seinem Tod veröffentlicht wurden.
Nach dem Rücktritt von Sándor Raffay im Sommer 1945 wurde Ordass zum Bischof des Bergdistrikts (Bányai Egyházkerület) der Evangelisch-Lutherischen Kirche in Ungarn gewählt. Er wollte keine Konfrontation der Kirche mit den neuen kommunistischen Machthabern, trat aber gegen die Deportationen der Deutschen aus Ungarn ein. 1947 nahm er an der Gründungsversammlung des Lutherischen Weltbundes in Lund teil und wurde zu einem der Vizepräsidenten gewählt. Im Jahr 1948 wehrte er sich gegen die Verstaatlichung der kirchlichen Schulen und wurde auf Grund falscher Beschuldigungen verhaftet und vor Gericht gestellt. Er wurde zu zwei Jahren Zuchthaus und weiteren fünf Jahren Amtsverlust verurteilt. Seine Strafe büßte er in Budapest, Szeged und Vác ab. Im Jahr 1950 wurde er freigelassen und lebte in weitgehender Isolation. Am 5. Oktober 1956, während des Ungarischen Volksaufstands, wurde er staatlich rehabilitiert und konnte am 31. Oktober nach dem Rücktritt von Bischof László Dezséry sein Bischofsamt wieder antreten. Nach der Niederschlagung der Revolution konnte er zunächst sein Amt beibehalten. 1957 leitete er die Delegation seiner Kirche bei der 3. Vollversammlung des Lutherischen Weltbundes in Minneapolis und wurde erneut zum Vizepräsidenten gewählt. Nach der Rückkehr kam es aber zu neuen Konflikten mit der Regierung Kádár, die in die Personalpolitik der Kirche eingriff. Im Juni 1958 wurde Ordass wiederum abgesetzt und lebte bis zu seinem Tod zurückgezogen. Von seinen 33 Jahren als Bischof konnte er insgesamt nur fünf Jahre lang sein Amt tatsächlich Kirchendienst ausüben.
Ordass wurde 1973 von der Universität Island für die Übersetzung von Werken des Dichters Hallgrímur Pétursson ins Ungarische mit der Ehrendoktorwürde ausgezeichnet. Am 30. April 1990 bat Kálmán Kulcsár, der Justizminister der Regierung unter József Antall, die Nachkommen von Lajos Ordass offiziell um Entschuldigung.

## Schriften (Auswahl)
- At the Foot of the Cross. Lenten Meditations by an Imprisoned Pastor behind the Iron Curtain. Augsburg, Minneapolis 1958.
- Ich kann nicht beten (anonym). Schriftenmissionsverlag, Gladbeck 1968.
- Válogatott irások (Ausgewählte Schriften, hrsg. v. István Szépfalusi). Az Európai Protestáns Magyar Szabadegyetem, Bern 1982.
- Önéletrajzi írások (Autobiografische Schriften, hrsg. v. István Szépfalusi). Az Európai Protestáns Magyar Szabadegyetem, Bern 1985 (Nachtragsband 1987).